# Penthetria heros
Penthetria heros är en tvåvingeart som beskrevs av Thomas Say 1829. Penthetria heros ingår i släktet Penthetria och familjen hårmyggor. Inga underarter finns listade i Catalogue of Life.